# Sergueï Sovkov
Sergueï Mikhailovitch Sovkov (en russe : Сергей Михайлович Совков) est un peintre né le 25 avril 1972 à Kychtym, oblast de Tcheliabinsk en République socialiste fédérative soviétique de Russie aujourd'hui Russie.

## Biographie
Tout jeune, Sergueï Sovkov ne manifeste pas un intérêt particulier pour l'art mais à 14 ans, donc vers 1986, il fréquente une école d'art pour les enfants à Noiabrsk . En 1992, il poursuit ses études en rentrant à la faculté d'art de l'Université d'État à Togliatti. Distingué pour son talent en peinture et en composition, dès 1995, il peut exposer en compagnie de maîtres chevronnés. Il termine ses études en obtenant son diplôme en 1997 et enchaîne l'année suivante en devenant Maître de conférences dans le département des Beaux-Arts de l'université où il a développé ses capacités. Mais il ne s'arrête pas là et, en 2003, il prend des cours de perfectionnement en peinture, sculpture et architecture à l'Institut universitaire d'État Ilia Répine de l'Académie russe des beaux-arts à Saint-Pétersbourg où l'enseignement donne une large place aux académies masculines.
Depuis 2006, il est membre actif de l'Union des artistes russes.
En 2012, il est nommé professeur assistant à l'Université où il travaille et, la même année, le magazine new-yorkais Art of Men publie son interview de la page 6 à la page 13 avec de nombreuses reproductions. Cependant, des informations datant de 2016, révèlent qu'il a perdu sa fonction de professeur d'arts plastiques en raison de la loi contre la «propagande homosexuelle». Autour de ce sujet, le journaliste Christopher Harrity a réalisé une interview publiée par Out.com .

## Œuvre
Ses œuvres ont été achetées par plusieurs collections privées en Russie dont deux, depuis 2004, au musée de la ville de Togliatti, mais aussi en Italie, en Suisse, en Chine, en Hollande, en Belgique et aux États-Unis.
Le document consultable sur internet  montre la méthode utilisée par l'artiste pour composer une œuvre. À partir de photographies, il choisit des éléments qu'ensuite il réunit en une composition harmonieuse où figures statiques et en mouvement illustrent différentes attitudes des sujets. Il ne cherche pas ensuite à reproduire les personnages le plus fidèlement possible mais grâce à la couleur, au traitement qu'il fait subir à la pâte, avec une «mosaïque» d'empâtements le plus souvent vivement colorés, il donne à l'image une vigueur, un éclat qui donnent à l'œuvre sa singularité.
Quelques légendes de tableaux pour avoir une idée de leur sujet, de leur dimension, de la technique et du support. Leur localisation est difficile à trouver car beaucoup se trouvent dans des galeries pour être vendus.
- 2010 : Chrysanthème blanc, huile sur toile, 60 × 50 cm [6]. Quinze autres tableaux de fleurs se trouvent sur la même page.
- 2014 : Combat de coqs, huile sur toile, 80 × 100 cm [7].
- 2015 : Andreï, huile sur toile, 60 × 50 cm [8].

## Expositions
Depuis 1995 il est présent dans de nombreuses expositions, déjà plus de 40 en 2011, tant régionales que nationales ou internationales dont :
- 2009 : Exposition personnelle du 16 mai au 16 juin à la galerie N-Prospect à Saint-Pétersbourg[9].
- 2013 : Le 19 mai, il expose à la MooiMan gallery à Groningue (ville) [10].
- 2014 : Exposition personnelle à la galerie N-Prospect à Saint-Pétersboug.
- 2014 : Exposition «La pomme du pommier» où il expose avec les étudiants.
- 2015 : Du 26 février au 7 avril, il expose à la galerie Kunstbehandlung à Munich sous le titre From Russia with love [11].
- 2016 : Du 25 février au 30 avril, il expose à la galerie Kunstbehandlung à Munich sous le titre Jahresausstellung2016 (exposition annuelle2016) [12].
- 2016 : Du 3 septembre au 29 octobre, il expose à la MooiMan gallery à Groningue [13].

## Distinctions
- 2004 : Il reçoit, à Togliatti, le diplôme «Création de l'année» dans la catégorie «Peinture».
- 2010 : De la part du conseil d'administration de l'Université d'État à Togliatti, il reçoit un certificat de reconnaissance pour sa contribution à l'art et à la culture.
- 2010 : «Héritage culturel», lui décerne l'insigne d'or pour son active participation à la réalisation des projets du fonds.
- 2011 : «Héritage culturel» lui décerne la médaille d'or pour son talent et la création d'un style personnel en peinture.
- 2011 : Il reçoit le titre de lauréat du patrimoine culturel.
- 2013 : Il obtient un certificat de mérite pour l'excellence de ses activités professionnelles à l'Université d'État à Togliatti.
- 2014 : À Saint-Pétersbourg, «Héritage culturel» lui décerne un diplôme et un insigne d'or pour son excellence et la création d'un style original dans les beaux-arts.